# Cammack Village
Cammack Village – miasto w Stanach Zjednoczonych, w stanie Arkansas, w hrabstwie Pulaski.